# جاناتان ریچاردز (ورزشکار)
جاناتان ریچاردز (انگلیسی: Jonathan Richards؛ زادهٔ ۱ ژانویهٔ ۱۹۵۴) قایقران قایق بادبانی اهل بریتانیا است.